# Commanderie de l'ordre Teutonique de Brême
 (décembre 2022).
La commanderie de l'ordre Teutonique de Brême est une ancienne commanderie de l'ordre Teutonique dans la ville libre et hanséatique de Brême. Elle était basée dans la vieille ville entre l'Ostertorstraße et la Schnoor près de l'actuelle Komturstraße. Seule l'église basse est restée.

## Histoire
L'Ordre Teutonique, fondé lors de la troisième croisade par des croisés de Brême et de Lübeck lors du siège de Saint-Jean-d'Acre (1189-1191), établit une commanderie à Brême dès 1230. Une petite église à nef unique avec seulement deux travées et une maison religieuse attenante sont construites près de l'hôpital. L'hôpital existant est repris et bientôt appelé la "Maison allemande". L'hôpital ferme en 1426 et la maison est mentionnée pour la dernière fois en 1519. La Komturstraße rappelle l'emplacement.
En 1234, les chevaliers de l'Ordre teutonique prennent part à la "croisade" contre les Stedingers (de) dans la guerre de Stedingen (de).
Seuls quelques moines sont à Brême, et seuls un ou deux prêtres sont actifs jusqu'en 1450. L'ordre se transforme en une entreprise commerciale prospère.
Jasper von Münchhausen (de) (vers 1470-1519) arrive à Brême en tant que commandeur de l'ordre teutonique. Il est accusé d'incendie criminel et de vol qualifié. En 1514, un homme est exécuté pour avoir contrefait des pièces de monnaie de Brême. Münchhausen est soupçonné d'avoir commandé le faussaire. Il est donc déposé en 1515, mais reprend ses fonctions en 1517 et meurt de la syphilis en 1519.
Lors du révolte des 104 hommes (de) en 1531, le commandant Rolf von Bardewisch (de) est accusé d'avoir caché des documents qui pourraient révéler la propriété réelle du Bürgerweide. Le 10 mai 1531, le commandeur et quatre de ses serviteurs sont assassinés et la commanderie est pillée. Le luthérien Franz von Dumstorp (de) (vers 1485-1583) est commandant à Brême à partir de 1532.
En 1598, l'ancienne écurie princière de Langenstrasse (de) est abandonnée et le bâtiment de la commanderie sert pour la nouvelle écurie princière de Brême. A la fin du XVIIIe siècle, 12 domestiques à cheval, deux cochers, un maréchal-ferrant, un médecin équestre et un palefrenier y sont hébergés. Le maître-écuyer vit dans la Reiterhaus dans les remparts.
À partir de 1674, l'église sert d'entrepôt et de magasin, les voûtes sont supprimées et de faux plafonds posés, la partie supérieure du chœur polygonal est équipée d'un treuil et de portes de chargement.
La zone est bombardée pendant la Seconde Guerre mondiale, mais l'église profanée et plusieurs bâtiments voisins restent en grande partie intacts. Cependant, l'ancienne église est en mauvais état de conservation. Un nouveau bâtiment pour le tribunal de district devait être construit à proximité immédiate du poste de police au sud d'Ostertorstraße, ce qui nécessitait un départ de l'ancienne subdivision de la zone. Pour cette raison, la protection monumentale de l'église supérieure, qui existait depuis 1917, est levée, l'église est démolie. L'église inférieure reste sous le palais de justice et est inscrite sur la nouvelle liste des monuments à partir de 1973. Depuis 1976, elle abrite le restaurant "Komturei".

## Source de la traduction
- (de) Cet article est partiellement ou en totalité issu de l’article de Wikipédia en allemand intitulé « Komturei des Deutschen Ordens in Bremen » (voir la liste des auteurs).